# ナポリピッツァ

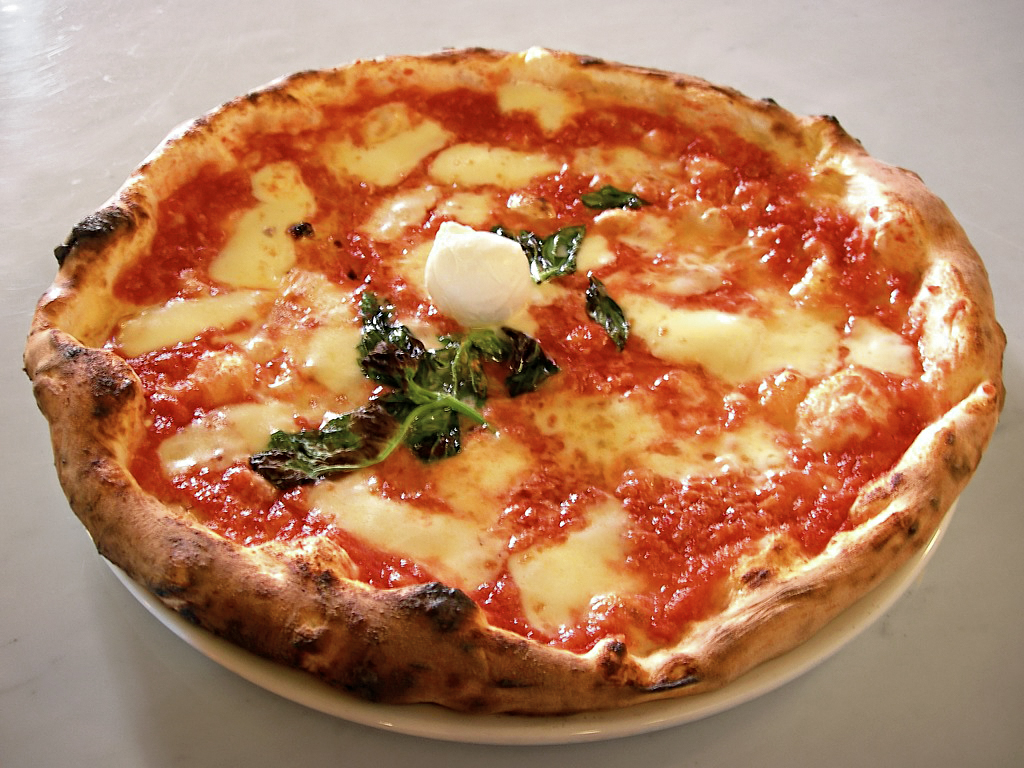
ピッツァ・ナポレターナの一つ「マルゲリータ」

ナポリピッツァ (伊: Pizza Napoletana、ピッツァ・ナポレターナ) は、イタリア料理のピザの一種である。
文字通りナポリのピザと言う意味だが、その名称及び伝統的材料と製造方法が欧州議会やイタリア議会によって制定された法による規則や規定、地域のピッツァ職人協会の規約などによって保護されており、それらの法や規約で定められた定義を満たすもののみがその特定の名称を名乗ることが出来る。
Pizza Napoletana (ピッツァ・ナポレターナ) の呼称と各国での訳名は欧州連合の原産地名称保護制度の内の枠組みの一つである伝統的特産品保護（イタリア語略：STG、英語略：TSG）の品目として2008年に認定されており、ピッツァ・ナポレターナを名乗る製品の伝統的な材料や製造方法が規定されている。この保護の枠組みでは認定を受ける特産品の製造地を特定はしないものの、ピッツァ・ナポレターナの認定の際には使用されるチーズが既に原産地呼称保護 (イタリア語略：DOP、英語略：PDO) の認証を受けている特定品目のものと指定されたため、間接的に一部地理的製造地制限を受けている。
EUの伝統的特産品保護制度のイタリア国内版ともいえる、伝統的農産食品の保護をするプロドッティ・アグロアリメンターリ・トラディツィオナーリ・イタリアー二 (it:Prodotti agroalimentari tradizionali italiani PATと略) という制度ではカンパニア州の特産品として名称の保護が認められている。ただしこの制度で認証がされている名称は2021年2月時点では職人の真のピッツァ・ナポレターナの意味となるpizza napoletana verace artigianaleである。
職人協会レベルでは、「真のナポリピッツァ協会 (Associazione Verace Pizza Napoletana) 」が、材料や製造法の定義を満たしたピッツァ・ナポレターナを真のナポリピッツァの意味のverace pizza napoletana (若しくはvera pizza napoletana)の名称での認証をイタリア国内に限らず世界各地で行っている。同様に「ナポリピッツァ職人協会（Associazione Pizzaiuoli Napoletani)」も定義を満たしたピッツァ・ナポレターナを調理することが出来るピッツァイオーリ（ピッツァ焼き職人）や同ピッツァを提供が出来るピッツェリアの認定を世界各地で行っている。日本でもこれらの厳しい認証を取得したピッツァ・ナポレターナの専門レストランなどがある。
ピッツァ・ナポレターナの特徴のひとつにコルニチョーネがある。コルニチョーネはピザの縁の部分のことで、ピッツァ・ナポレターナでは厚く、空気が熱で膨張して風船のように膨らむ。

## 種類
イタリア政府は次の3種類をピッツァ・ナポレターナと定義している。さらには直径35cm以下、トッピングがナポリ郊外産であることも条件としている。
- マリナーラ（ピッツァ・マリナーラ）[10]

トマト、ニンニク、オレガノ。
- マルゲリータ（ピッツァ・マルゲリータ）[10]

トマト、モッツァレッラチーズ、生のバジリコ（バジル）。この名称は、マルゲリータ王妃にちなんでいる。1889年にナポリを訪れた王妃が、提供されたピッツァの色合いが、バジルの緑、モッツァレッラチーズの白、トマトソースの赤がイタリアの国旗（三色旗）を表しているようだとして、いたく気に入ったことが由来と言われている。
- マルゲリータ・エクストラ[10]

モッツァレッラチーズを、水牛から絞った乳で作ったものを使う。

## 材料
欧州規定によるピッツァ・ナポレターナの名を名乗るのに必要な最低限の基本の材料は、小麦粉00番（0番を加えることも可）、醸造用イースト、飲用可能な天然水、皮むきか生のトマト（両方でも可）、シーソルトか食塩、エクストラヴァージンオリーブオイルである。
それ以外に使用を認められているのは、ニンニク、オレガノ、生のバジリコ、モッツァレッラSTG（mozzarella STG）、モッツァレッラ・ディ・ブーファラ・カンパーナDOP (mozzarella di bufala campana DOP) だけである。

## プルチネッラの看板
真のナポリピッツァ協会に認定されたピッツェリアには、ナポリの道化師であるプルチネッラがピザを焼いている看板が掲げられている。

## 世界無形文化遺産への登録
ピッツァ・ナポレターナの生地は、手で回して円形状に広げて作るラウンドピッツァである。イタリアは、ナポリのピッツァイオーロ（ピッツァ焼き職人）の技を世界無形文化遺産に登録することを目指してユネスコに申請を行っていたが、2017年12月7日登録された。ピッツァ焼き職人はナポリ市内に約3000人いる。